# سیروس وقوعی
سیروس وقوعی (متولّد ۱۳۳۶ در تهران - درگذشته اردیبهشت ۱۳۹۲ در استکهلم) منتقد سینما و شاعر ایرانی مقیم سوئد بود.

## زندگی
سیروس وقوعی دانش‌آموخته رشته تدوین از مدرسه عالی تلویزیون و سینما در بهار ۱۳۵۷ بود. او پس از پایان تحصیل به مدت یک سال به سنندج رفت و در آن‌جا فیلم مستندی از بمباران آن شهر توسط نیروهای دولتی تهیه کرد که بعدها برایش دردسرساز شد. پس از آن به تهران بازگشت و در تلویزیون به عنوان تدوین‌گر مشغول به کار شد و همزمان با کار در تلویزیون تحصیلات خود را در دانشگاه هنرهای دراماتیک در رشته کارگردانی سینما ادامه داد.
در پی انقلاب فرهنگی از ادامه تحصیل بازماند و بعدها دوران فرار و ترک ناخواسته ایران همراه با همسرش، اعظم و دختر خردسالش، غزال، سرنوشتی مشابه هزاران ایرانی تبعیدی برای او رقم زد.
او مشاور «جشنواره سینمای ایران در تبعید» در سوئد بود.
سیروس وقوعی سرانجام در نیمه شب ۲۰ آوریل ۲۰۱۳ برابر با اردیبهشت ۱۳۹۲ بعد از یک دوره بیماری سرطان در استکهلم درگذشت.
سیروس وقوعی فیلمی مستند دربارهٔ غلامحسین ساعدی ساخته است به نام «واپسین دیدار».